# Замаровце
Замаровце (словац. Zamarovce) — село, громада округу Тренчин, Тренчинський край. Кадастрова площа громади — 3.93 км².
Населення 1155 осіб (станом на 31 грудня 2020 року).

## Історія
Замаровце згадується 1208 року.

## Населення
| Рік:            | 1994. | 2004.    | 2014.    | 2024.    |
| --------------- | ----- | -------- | -------- | -------- |
| Кількість осіб: | 635   | 763      | 970      | 1174     |
| Різниця:        |       | +20,15 % | +27,12 % | +21,03 % |

| Рік:            | 2023. | 2024.   |
| --------------- | ----- | ------- |
| Кількість осіб: | 1178  | 1174    |
| Різниця:        |       | -0,33 % |